# Макгенрі (Кентуккі)
Макгенрі (англ. McHenry) — місто (англ. city) в США, в окрузі Огайо штату Кентуккі. Населення — 369 осіб (2020).

## Географія
Макгенрі розташоване за координатами 37°22′42″ пн. ш. 86°55′21″ зх. д. / 37.37833° пн. ш. 86.92250° зх. д. (37.378463, -86.922434).  За даними Бюро перепису населення США в 2010 році місто мало площу 1,68 км², з яких 1,68 км² — суходіл та 0,01 км² — водойми.

## Демографія
Згідно з переписом 2010 року, у місті мешкало 388 осіб у 153 домогосподарствах у складі 111 родини. Густота населення становила 230 осіб/км².  Було 174 помешкання (103/км²).
Расовий склад населення:
| - 97,2 % — білих - 0,3 % — чорних або афроамериканців - 0,3 % — азіатів - 1,0 % — осіб інших рас |

До двох чи більше рас належало 1,3 %. Частка іспаномовних становила 2,6 % від усіх жителів.
За віковим діапазоном населення розподілялося таким чином: 24,7 % — особи молодші 18 років, 60,6 % — особи у віці 18—64 років, 14,7 % — особи у віці 65 років та старші. Медіана віку мешканця становила 37,6 року. На 100 осіб жіночої статі у місті припадало 98,0 чоловіків;  на 100 жінок у віці від 18 років та старших — 97,3 чоловіків також старших 18 років.
Середній дохід на одне домашнє господарство  становив 46 549 доларів США (медіана — 37 083), а середній дохід на одну сім'ю — 54 281 долар (медіана — 46 042). Медіана доходів становила 40 000 доларів для чоловіків та 26 250 доларів для жінок. За межею бідності перебувало 23,4 % осіб, у тому числі 43,6 % дітей у віці до 18 років та 8,0 % осіб у віці 65 років та старших.
Цивільне працевлаштоване населення становило 146 осіб. Основні галузі зайнятості: виробництво — 36,3 %, освіта, охорона здоров'я та соціальна допомога — 17,1 %, мистецтво, розваги та відпочинок — 10,3 %, роздрібна торгівля — 9,6 %.